# Willy's Chocolate Experience
Willy's Chocolate Experience fue un evento sin licencia basado en la franquicia Charlie y la fábrica de chocolate que tuvo lugar en Glasgow, Escocia, en febrero de 2024. El evento se promocionó como una experiencia familiar inmersiva e interactiva, ilustrada en un sitio web promocional con imágenes «de ensueño» generadas por IA. Después de que los clientes descubrieron que el evento se llevó a cabo en un almacén escasamente decorado, muchos se quejaron y llamaron a la policía al lugar. El evento se volvió viral en Internet y atrajo la atención de los medios internacionales.
El evento generó comparaciones con la controversia de la convención de fanes de Tumblr, DashCon, de 2014 y el Fyre Festival de 2017 de Billy McFarland.

## Antecedentes
Se indicó que el evento tendría lugar durante el fin de semana del 24 al 25 de febrero de 2024. El material promocional anunciaba «escenarios impresionantes y de intrincado diseño inspirados en el cuento eterno de Roald Dahl» y «una variedad de delicias deliciosas repartidas a lo largo de la experiencia». Tanto el sitio web como el material promocional utilizaron imágenes generadas por IA, que incluían varios errores ortográficos. Las entradas costaban £35. Mientras se promocionaba el evento a principios de febrero, un usuario de Reddit que vio anuncios de Facebook sospechó que se trataba de una estafa y se sorprendió de que la gente aparentemente estuviera comprando entradas basándose únicamente en imágenes generadas por IA.
El evento fue organizado por House of Illuminati, una empresa registrada a nombre de Billy Coull que afirma ofrecer «experiencias de inmersión incomparables». Rolling Stone concluyó que los sitios web de la organización y las descripciones de los eventos probablemente fueron escritos por un chatbot de IA, como ChatGPT. Coull también había registrado varias otras empresas y afirmaba trabajar como «consultor» para la ahora desaparecida marca Empowerity. En 2021, codirigió un banco de alimentos de Glasgow, ahora desaparecido, y en el verano de 2023 publicó de forma independiente 17 libros generados por IA sobre diversos temas, incluidas las teorías de conspiración sobre vacunas.
Se contrataron tres actores para interpretar a «Willy McDuff», un personaje basado en Willy Wonka. Uno de estos actores fue Paul Connell, quien dijo que les dieron un solo día para aprender el guion. Otro actor que interpretó a Willy McDuff fue Michael Archibald, de 18 años; la experiencia fue su primer trabajo como actor y le entregaron el guion el viernes a las 6 p. m. antes de que comenzara el evento el sábado.
La actriz Kirsty Paterson, que interpretó a uno de los Oompa Loompas, llamado «Wonkidoodles» en el guion, dijo que la oferta de trabajo se había publicado en Indeed.com y ofrecía 500 libras esterlinas por dos días de trabajo. El día antes del evento, los actores asistieron a un ensayo general en un lugar escasamente decorado. Les dijeron que otros trabajarían toda la noche en la producción, pero cuando regresaron el día del evento, el lugar estaba en las mismas condiciones. Paterson recibió su disfraz una hora antes de la inauguración del evento y dijo: «Simplemente nos entregaron una caja de Amazon que probablemente llegó esa mañana».

## Guion
Titulado Wonkidoodles at McDuff's Chocolate Factory: A Script, el documento muestra a McDuff guiando a una audiencia a través del Jardín del Encanto y el Túnel del Crepúsculo. Una vez allí, el grupo se enfrenta a «The Unknown» («Lo Desconocido»), descrito como «un malvado fabricante de chocolates que vive en las paredes» que intentaba robar el mágico Anti-Graffiti Gobstopper de la fábrica de chocolate de McDuff. El gobstopper es «un dulce tan poderoso que puede hacer brillar cualquier habitación sin mover un dedo». McDuff fue escrito para derrotar a The Unknown usando una aspiradora; no se proporcionó tal utilería y se pidió a los actores que improvisaran.
El guion era inusual porque incluía instrucciones escénicas para el público y descripciones de sus reacciones.  Connell lo describió como «15 páginas de incoherencias generadas por IA en las que yo simplemente monologaba estas locuras», y comparó el argumento de la aspiradora con Luigi's Mansion.

## Evento

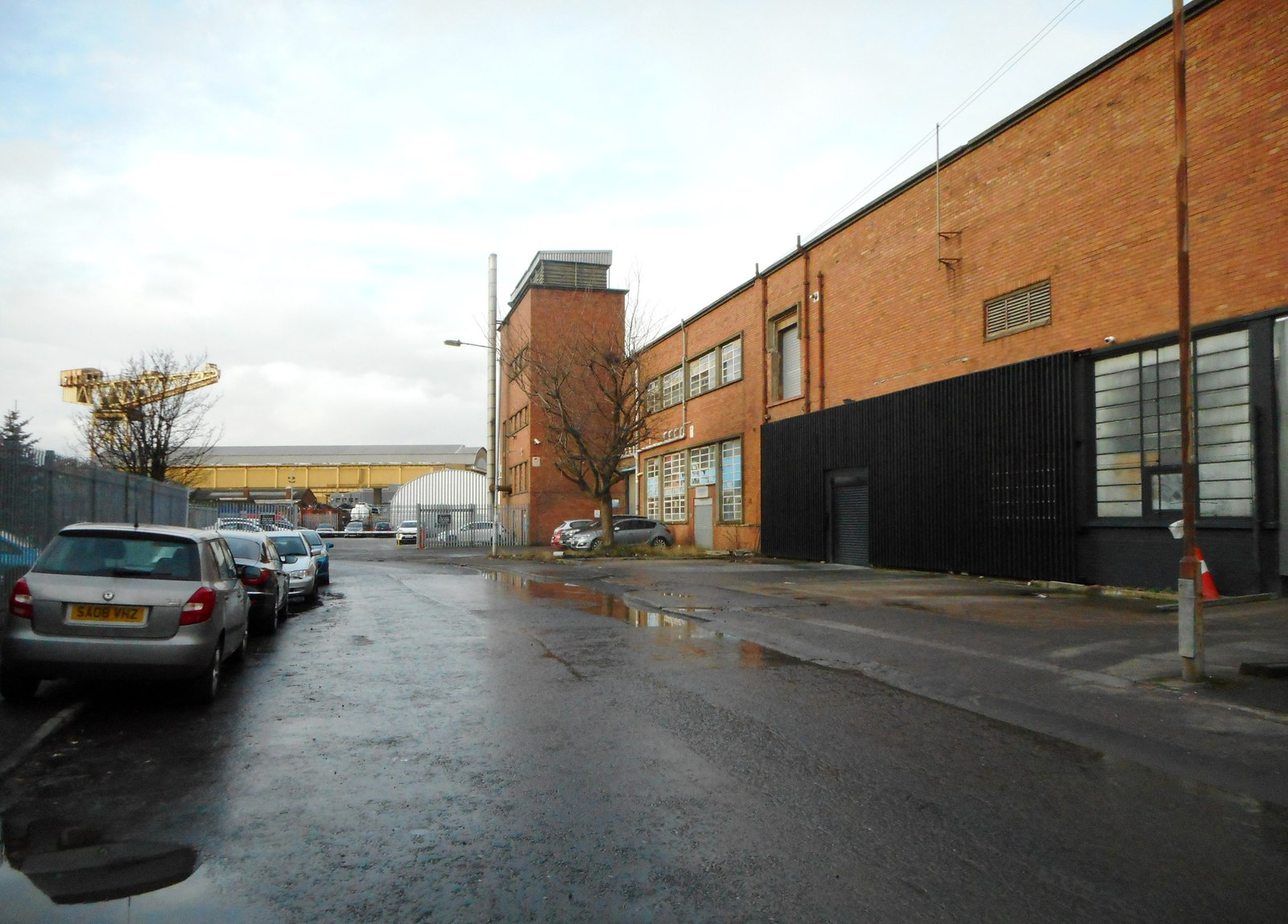
El edificio del que forma parte Box Hub Warehouse, en el polígono industrial de Clydeside (foto de 2019).

El evento se celebró en el espacio para eventos Box Hub Warehouse en Whiteinch, una zona industrial de Glasgow. Los clientes describieron el lugar como «poco más que un almacén vacío y abandonado», con decorados que incluían un pequeño castillo hinchable, imágenes de fondo generadas por IA fijadas en algunas de las paredes, y accesorios que estaban «esparcidos por todas partes sobre suelos de hormigón desnudo». Las ventanas del lugar estaban sucias y sus sistemas de aire acondicionado estaban expuestos. Paterson declaró que cuando vio el lugar, ya había firmado su contrato y «no quería decepcionar a los niños», por lo que decidió continuar con el trabajo.
The Unknown fue interpretado por la actriz adolescente, Felicia, que vestía una máscara plateada y una capa negra. Algunos niños se sintieron molestos por el personaje, que apareció detrás de un gran espejo rectangular.
Connell dijo que a él y a otros empleados se les dijo que le dieran a cada niño «una gragea y un cuarto de vaso de limonada», aunque el suministro limitado de grageas se acabó rápidamente. Paterson y otra actriz de «Wonkidoodle», Jenny Fogarty, dijeron que después de las tres primeras presentaciones de 45 minutos, se le pidió al elenco que abandonara el guion y en su lugar dejara que los invitados caminaran por el lugar, un proceso que, según Paterson, tomó «alrededor de dos minutos». El personaje de The Unknown, anteriormente presentado como el principal antagonista, ahora estaba «asustando a los niños sin ningún motivo». Uno de los actores que interpretaba a McDuff improvisó la idea de que los niños debían poner una «cara tonta» a The Unknown para asustarlos, pero Felicia dijo que, en otros casos, «simplemente tenía que caminar torpemente de regreso a mi esquina».
A Connell le dijeron que le darían un descanso de 15 minutos cada 45 minutos, pero el día del evento interpretó a Willy McDuff durante tres horas y media sin descanso. Después de regresar de una pausa para almorzar, Connell se encontró con una multitud de clientes que exigían reembolsos a Coull y los demás actores no estaban seguros de qué hacer a continuación. Después de que les dijeran que el evento había sido cancelado a mitad del día de su inauguración, los actores se marcharon y fueron a un pub. Al regresar al lugar algún tiempo después, Connell dijo que «la amenaza de violencia se había vuelto bastante alta» y que había dos camionetas de policía y dos patrullas en el lugar.

## Reacciones y consecuencias
Willy's Chocolate Experience fue ampliamente criticada por quienes asistieron y muchos exigieron reembolsos. Un cliente, que había conducido con sus hijos durante dos horas para llegar al evento, lo describió como una «absoluta estafa». Otros visitantes que llegaron después del cierre del evento y no fueron informados de su cancelación solicitaron una compensación por el desperdicio de tarifas de tren. Tras la cancelación del evento, Coull ofreció reembolsar a 850 personas, declaración repetida por la página de Facebook del evento, y algunos usuarios de Facebook afirmaron que habían recibido su dinero de vuelta. Paterson y Fogarty revelaron más tarde que sólo les pagaron la mitad de las £500 que se suponía que les debían pagar.
En una entrevista con la revista Wired, Connell declaró que él y los otros actores estaban trabajando con los padres para ofrecer un espectáculo gratuito para los niños que asistieron.
Box Hub, la organización que alquiló el almacén a House of Illuminati, se disculpó y ofreció proporcionar un lugar sin costo para quienes asistieron al evento. Box Hub también se disculpó en nombre de la House of Illuminati, afirmando que «o no tienen respeto por las familias y los niños pequeños que han decepcionado o están demasiado avergonzados para comentar». House of Illuminati declaró más tarde que no organizarían ningún evento futuro.
Coull eliminó su perfil de LinkedIn, su canal de YouTube y su sitio web personal en respuesta a la controversia. Unos días después del evento, Paul Connell dijo que sentía que Coull era «probablemente una de las personas más odiadas en Glasgow en este momento».
Una fotografía de una desanimada Paterson personificando a un Oompa Loompa en la «Jellybean Room», una mesa cubierta con equipo de química, se convirtió en una representación significativa del evento. La imagen se convirtió en un meme y se comparó con una imagen de un «laboratorio de metanfetamina», y con la pintura de Édouard Manet de 1882 Un bar del Folies Bergère, que representa a «una mujer alienada en el trabajo». El personaje de «The Unknown» también apareció en varios memes, y algunos usuarios de Twitter expresaron planes de disfrazarse de los personajes para Halloween.
La actriz Karen Gillan afirmó en Twitter que estaría interesada en actuar en una película basada en la historia del suceso.